# Francesca Woodman
Francesca Woodman (Denver, Colorado, 1958. április 3. – New York, 1981.január 19.) amerikai fotóművész.

## Élete
Művészcsaládból származott, az anyja Betty Woodman, keramikus, az apja George Woodman, festő. Francesca szülei mindig is rajongtak Olaszországért, s valószínűleg ezért választottak lányuknak is olasz eredetű nevet. 1965-ben Firenzébe költözött a család, s Francesca olasz iskolában folytatta általános iskolai tanulmányait. Bár csak két évig maradtak Firenzében, a család később se szakadt el hosszabb időre szeretett Itáliájától, hiszen minden nyarat a toszkánai Antellában töltötték utána is.
Francesca 13 éves korában kezdett el fényképezni. 1972-ben Andoverbe költözött (Massachusetts), ahol az Abott Academy, egy bentlakásos magániskola hallgatója lett. De később úgy döntött, hogy a Boulderi Gimnáziumban fejezi be középiskolai tanulmányait.
1975 és 1979 között a providence-i Képzőművészeti Főiskolában, a Rhode Island School of Design-ban folytatta tanulmányait, ahol többek között Aaron Siskind is tanította. Francesca Woodman rajongott Man Ray, Duane Michals, Arthur Fellig Weegee fényképeiért.
Egy ösztöndíjnak köszönhetően az iskola utolsó évét Rómában fejezte be, ahol a szürrealista és futurista könyvekben specializálódott Maldoror könyvesbolt-galéria segítségével megrendezte első egyéni kiállítását. A római szökőkutak barokk szobrainak hatására jelenik meg fényképeiben az angyal motívuma (On Being an Angel, 1977–1978).
Nagy érdeklődést tanúsított a nők helyzetével kapcsolatos könyvek, mint például Virginia Woolf és Colette művei és André Breton szürrealista írásai iránt. Több levelében is megemlítette Daniel Spoerri Anekdotikus topográfia című könyvét.
Az Egyesült Államokba való visszatérése után New Yorkba költözött. 1980 nyarán a Peterborough-ban található MacDowel Művészkolóniában dolgozott, rengeteg fényképét ott hívta elő.
Majd ősszel a Daniel Wolf Galéria több kiállításán is részt vett. Megismerkedett Peter Frank és Max Kozloff kritikusokkal, akik Ralph Meatyard műveihez hasonlították fényképeit. 1981 januárjában jelent meg első fényképalbuma Some Disordered Interior Geometries címmel.
1981. január 19-én öngyilkosságot követett el, kiugrott New York-i lakásának ablakán.

## Művészete
Fényképei központjában a női test és identitás áll. Az újra és újra felbukkanó tükrök, elhagyatott házak málladozó falai és a romantikus ruhák fokozzák a képek (rém)álomszerű hangulatát. 
Francesca Woodman aprólékos körültekintéssel készítette elő és tervezte meg fényképeit, nagy figyelmet fordított a részletekre. A kérdésre, miszerint miért mindig saját magát fényképezte, így felelt:
"Így sokkal kényelmesebb, hiszen én mindig kéznél vagyok!"